# Eva Maria Sommersberg

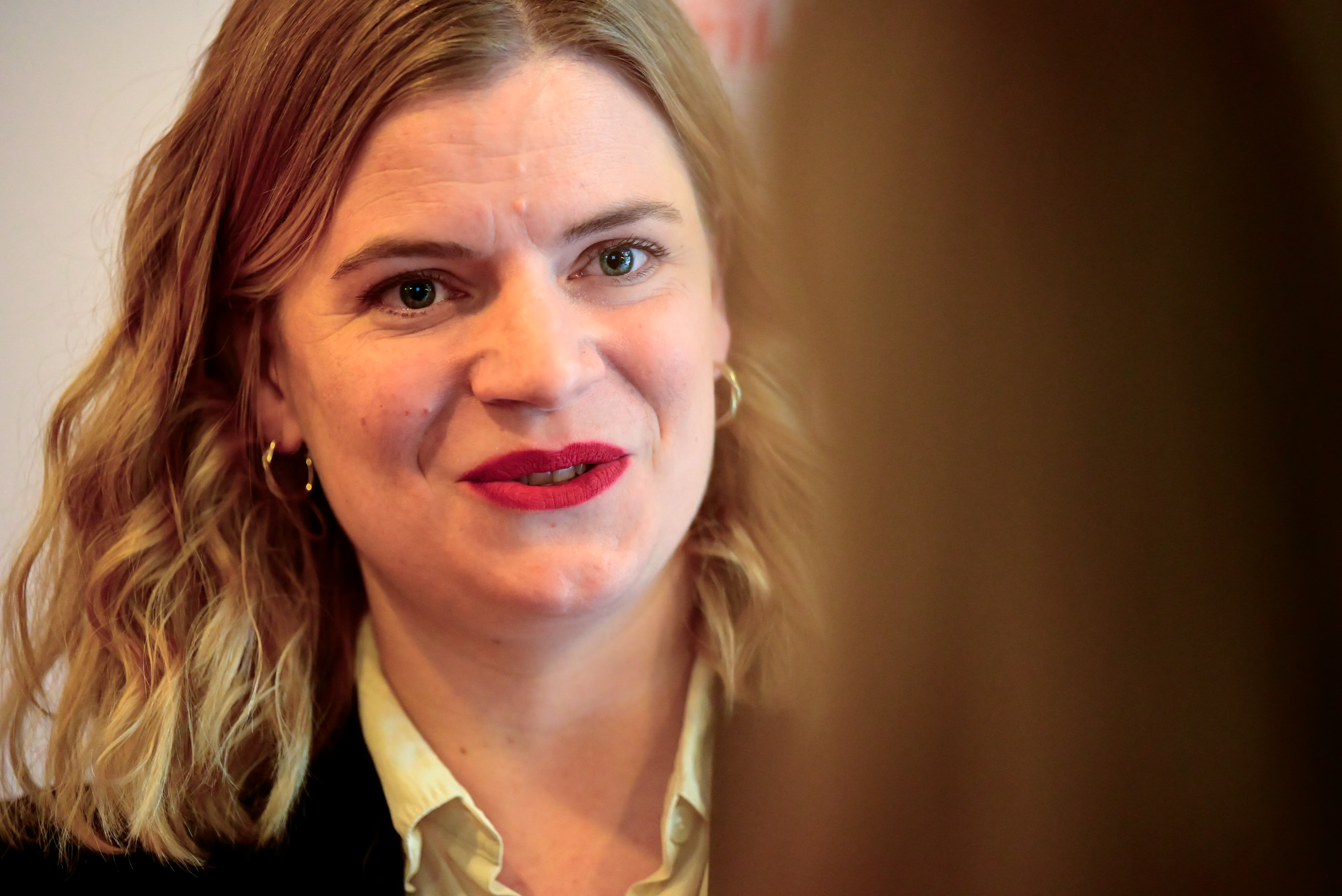
Eva-Maria Sommersberg bei ProQuote Film, Berlinale 2025

Eva Maria Sommersberg (geboren am 5. Februar 1986 in Bonn) ist eine deutsche Schauspielerin, Autorin, Regisseurin und Filmproduzentin.

## Leben
Nach ihrem Abitur am Beethoven-Gymnasium Bonn studierte Eva Maria Sommersberg kurzzeitig Philosophie an der Rheinischen Friedrich-Wilhelms-Universität Bonn und ab 2005 Schauspiel am Max Reinhardt Seminar in Wien bei Maria Happel und Klaus Maria Brandauer; 2009 schloss sie ihr Studium ab. Danach spielte sie unter anderem an der Volksbühne Berlin, am Theater Dortmund und am Wiener Burgtheater. Ab 2011 gehörte sie dem Ensemble des Staatstheater Kassel an, wo sie u. a. die Titelrollen von Friedrich Schillers Jungfrau von Orleans und Heinrich Kleist Penthesilea verkörperte. Sie verließ Kassel mit der Spielzeit 2015/2016 und widmete sich freischaffenden Arbeiten, u. a. am Schauspiel Frankfurt und dem Landestheater St. Pölten. 2018 zog sie nach Athen, wo sie Ensemblemitglied des Nationaltheater Athens war und anschließend am Onassis Cultural Center die Rolle der Sara in Tom in Greece von Michel Marc Bouchard spielte.
Als Autorin gewann sie 2019 den Publikumspreis des Autorenwettbewerbs der Nibelungenfestspiele Worms für ihr feministisches Theaterstück Eines Morgens in aller Frühe lag der Feind in meinem Bett.
Nach ihrer Rückkehr aus Athen gründete sie zusammen mit ihren Kolleginnen Agnes Mann und Alina Rank die Drei Schwestern Produktionen, eine Produktionsfirma für Film und Theater. Es folgte das erste Projekt Wodkavariationen, eine tragikomische Impro-Serie über Theaterfiguren, die abseits der Bühne aufeinandertreffen und ihre Schicksale neu verhandeln. Dafür stand sie nicht nur als jüngste der drei Schwestern Irina vor der Kamera, sondern schrieb außerdem das Drehbuch und führte Regie.
Eva Maria Sommersberg hat eine Tochter und lebt in Berlin-Neukölln.

## Theater (Auswahl)
- 2007: Wahlverwandtschaften von Johann Wolfgang von Goethe als Ottilie bei den Festspielen Reichenau (Regie: Hermann Beil)
- 2009: Seestücke von Friedrich Schiller an der Volksbühne Berlin (Regie: Ulrich Rasche)
- 2010: Ein anarchistischer Bankier von Fernando Pessoa am Schauspiel Dortmund (Regie: Thorsten Schlenger)
- 2010–2011: Helena von Euripides als Chor der Jungfrauen am Burgtheater Wien (Regie: Luc Bondy)
- 2011: Drei Schwestern von Anton Tschechow als Irina am Staatstheater Kassel (Regie: Sebastian Schug)
- 2012: Hexenjagd von Arthur Miller als Elizabeth Proctor am Staatstheater Kassel (Regie: Patrick Schlösser)
- 2013: Sommernachtstraum von William Shakespeare als Helena bei den (Salzburger Festspielen) (Regie: Henry Mason)
- 2013: Die Jungfrau von Orleans von Friedrich Schiller als Jeanne D'Arc am Staatstheater Kassel (Regie: Gustav Rueb)
- 2014: Eine Hotelbar in Tokyo von Tennessee Williams als Miriam am Staatstheater Kassel (Regie: Sebastian Schug)
- 2014: Smokefall von Noah Haidle als Beauty am Staatstheater Kassel (Regie: Thomas Bockelmann)
- 2015: Penthesilea von Heinrich Kleist als Penthesilea am Staatstheater Kassel (Regie: Sebastian Schug)
- 2016: Dantons Tod von Georg Büchner als Julie am Schauspiel Frankfurt (Regie: Ulrich Rasche)
- 2017: Sieben gegen Theben/Antigone von Euripides/Sophokles am Schauspiel Frankfurt (Ulrich Rasche)
- 2018: Revolutionary ways to clean your swimming pool von Alexandra K* als Eva am Nationaltheater Athen (Regie: Sarantos Zervoulakos)
- 2019: Tom in Greece von Michel Marc Bouchard als Sara am Onassis Cultural Center Athen (Regie: Sarantos Zervoulakos)

## Film und Fernsehen
- 2023: SOKO Potsdam (Fernsehserie, Folge Hinter der Fassade)
- 2023: SOKO Leipzig (Folge 463 Kein Weg zurück / Regie: Herwig Fischer)
- 2021: Die Spoekenkiekerin und das Fräulein (Kurzfilm / Regie: Mark Lorei)
- 2020: Wodkavariationen (6 Folgen / Regie: Eva Maria Sommersberg)
- 2018: Im Feuer (Kinofilm / Regie: Daphne Charizani)

## Auszeichnungen
- 2013: Nachwuchspreis der Fördergesellschaft Kassel
- 2019: Publikumspreis des Autorenwettbewerbs der Nibelungenfestspiele Worms
- 2022: Achtung Berlin Festival: Nominierung in der Kategorie berlin series für „Wodkavariationen“
- 2022: Die Seriale Festival: beste Regie (nominiert), best series (nominiert), best ensemble cast (gewonnen)[4]